# Casa de los Marqueses de Gamoneda
La Casa o Palacio de los marqueses de Gamoneda es una clásica construcción señorial urbana del siglo XVIII, perteneciente a la familia de los Gamoneda. Está situada en la ciudad española de Luarca, en el municipio asturiano de Valdés. Fue declarada Bien de interés cultural. Actualmente se utiliza como Oficina de Turismo. La casa fue propiedad de Juan Antonio Pérez Gamoneda y Casco Villademoros, primer marqués de Gamoneda, título concedido en 1765 por Carlos III de España a quien fue su secretario.
Es de destacar el blasón de la familia, encima del balcón central, uno de los más ostentosos que existen en Asturias. El edificio es de planta rectangular, con planta baja, piso y desván en el que su distribución espacial ha sufrido modificaciones para adaptarla a los nuevos usos.
Los vanos se ordenan simétricamente en la fachada principal, destacando el balcón central, situado en el primer piso, con repisa moldurada en voladizo y molduras de orejas: sobre él, un frontón mixtilíneo con pináculos y flanqueado por pilastras, alberga en su tímpano el escudo de armas, de grandes proporciones, con las armas de la familia Gamoneda. 
Los muros originales eran de mampostería pizarrosa revocada y sillería arenisca en cadenas esquineras y vanos. La cubierta original era de lajas de pizarra a dos aguas con faldón sobre la fachada principal.
El edificio original ha sido demolido casi en su totalidad. Solo se ha conservado y restaurado, en la medida de lo posible, el escudo. En octubre de 2009, el ayuntamiento de Valdés acordó la compra del inmueble por un millón de euros a la familia propietaria, con la intención de abrir en el palacio un museo dedicado a Severo Ochoa, natural de Luarca. Hasta la compra, el palacio pertenecía a la familia Lombardía, quienes regentaban una fonda en la casa.